# Agrilus zao
Agrilus zao – gatunek chrząszcza z rodziny bogatkowatych i podrodziny Agrilinae.
Gatunek ten opisany został w 2019 roku przez Eduarda Jendeka i Wasilija Griebiennikowa na łamach Zootaxa. Jako miejsce typowe wskazano Wairinding na Sumbie.
Chrząszcz o prawie równoległobocznym w zarysie ciele długości 5,7–7,2 mm. Wierzch ciała jest wypukły, jednobarwny. Głowa wyposażona jest w oczy złożone o średnicy mniej więcej równej połowie szerokości ciemienia. Ciemię jest słabo urzeźbione i pozbawione pośrodkowego wcisku. Czułki mają piłkowanie zaczynające się od czwartego członu i sięgają przednich katów przedplecza. Przedplecze jest podłużne do kwadratowego, najszersze pośrodku; ma szeroki i łukowaty płat przedni niedosięgający wysokości przednich kątów, lekko łukowate i w tyle zafalowane brzegi boczne oraz ostre kąty tylne. Na powierzchni przedplecza występują wcisk przednio-środkowy, tylno-środkowy i para płytkich wcisków bocznych. Prehumerus ma formę żeberkowatą. Boczne żeberka przedplecza są umiarkowanie zbieżne. Pokrywy są rozlegle owłosione, a ich wierzchołki są osobno prawie kanciaste. Przedpiersie ma płytko, szeroko i łukowato wykrojoną odsiebną krawędź płata oraz płaski i szeroki wyrostek międzybiodrowy. Wyrostek międzybiodrowy zapiersia jest płaski. Odwłok ma zmodyfikowany guzkami pierwszy spośród widocznych sternitów (wentryt) oraz łukowatą wierzchołkową krawędź pygidium. Genitalia samca cechują się symetrycznym edeagusem o płacie środkowym wyraźnie szerszym niż paramery.
Owad orientalny, endemiczny dla Indonezji, znany z wyspy Sumba w archipelagu Małych Wysp Sundajskich oraz z Jawy Wschodniej.